# Butwehl

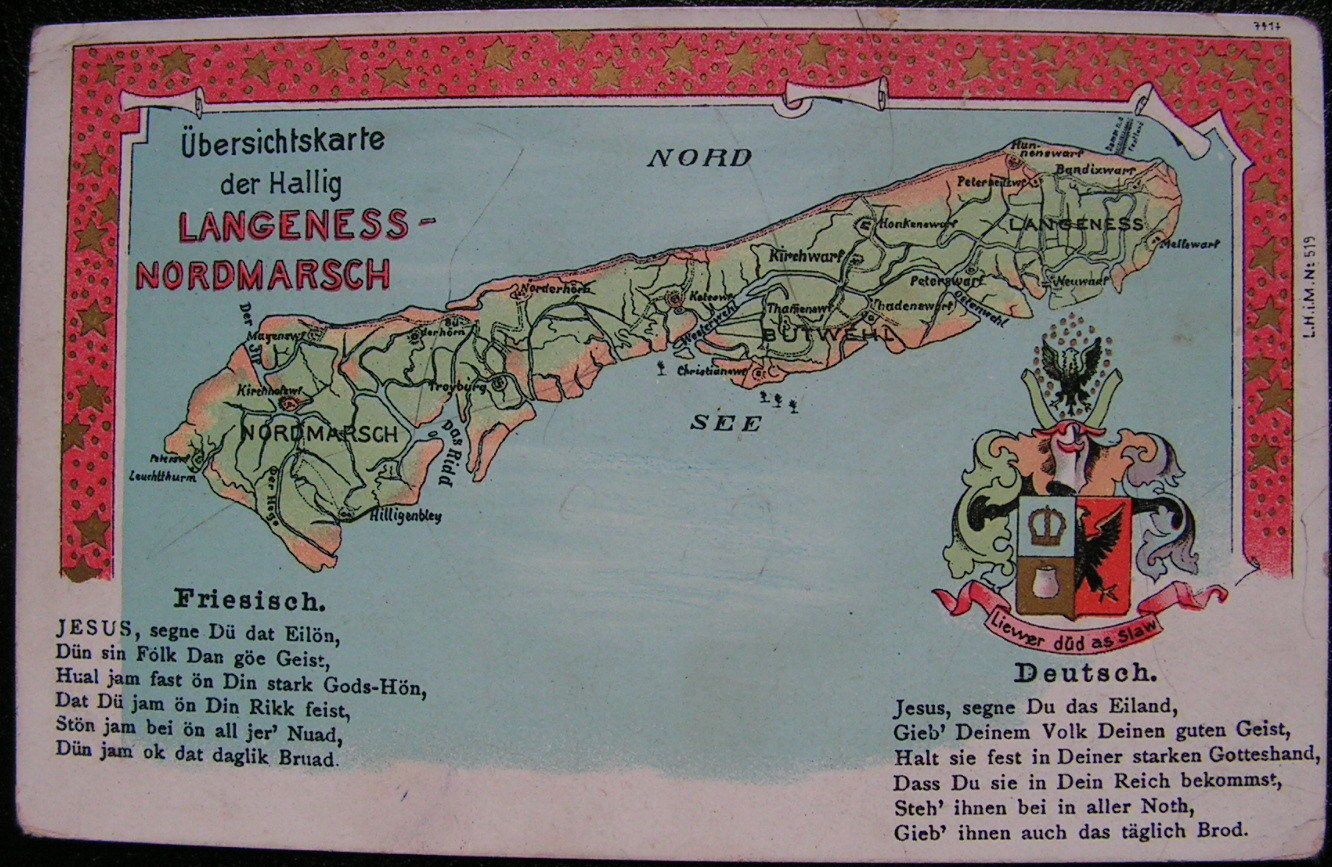
Postkarte, ca. 1915

Butwehl (nordfriesisch: Bütweel, dänisch: Buthvel) war eine Hallig in Nordfriesland. Das Gebiet ist heute ein Teil der Hallig Langeneß.

## Geschichte
Butwehl entstand 1362 wie alle Teilgebiete der heutigen Hallig Langeneß durch die Zweite Marcellusflut, als die frühere Küstenlandschaft Strand in den damaligen Uthlanden teilweise zerschlagen wurden. Bis 1869 wuchs die Hallig durch Dammbauten, Lahnungen und natürlichen Anwuchs mit der Hallig Langeneß und der unmittelbar westlich davon gelegenen Hallig Nordmarsch zusammen. Der ursprüngliche Name der zusammengewachsenen Insel lautete Nordmarsch-Langeneß.
Die frühere Hallig Butwehl war nie eine eigene Gemeinde. Sie gehörte ursprünglich zur Gemeinde Gröde, und seit 1666 zur Gemeinde Langeneß.
Butwehl gehörte auch zur Kirchengemeinde Gröde (und die ursprüngliche Hallig Langeneß zur Kirchengemeinde Oland), bis 1725 eine eigene Kirchengemeinde für Langeneß und Butwehl errichtet wurde.

### Name
Der Name leitet sich vom nordfriesischen bütj weel (außerhalb einer Wehle) ab (vgl. Wehle, nordfr. weel, dän. hvel). 

## Geographie
Bei einer Länge von 2300 Metern und einer maximalen Breite von 800 Metern ergibt sich eine Fläche von rund 1,3 km². Butwehl ist nach wie vor durch den Priel Weehl oder Großen Wehl (Westerwehl und Osterwehl), der heute über weite Strecken nur noch vier Meter breit ist, von der eigentlichen Hallig Langeneß abgegrenzt.
Zur Volkszählung vom 25. Mai 1987 addierte sich die Bevölkerung der drei Warften der früheren Hallig Butwehl auf 14 Einwohner:
- Christianswarf (7 Einwohner, 3 Haushalte)
- Tadenswarf (6 Einwohner, 4 Haushalte)
- Tamenswarf (1)